# Теодос Анев
Теодос (Тодор) Анев или Янев, известен като Малински, е български революционер, деец на Вътрешната македоно-одринска революционна организация.

## Биография
Теодос Янев е роден в 1886 в кумановското село Малино, тогава в Османската империя. Влиза във ВМОРО и в 1907 година става четник при Кръстю Лазаров.При избухването на Балканската война в 1912 година е доброволец в Македоно-одринското опълчение и служи в Сборната партизанска рота на МОО и 14 воденска дружина.
В 1914 година е четник на Кръсто Лазаров.
През Първата световна война е в редиците на партизанския отряд на 11 дивизия. Умира на 14 септември 1915 година.